# Paulista (São Paulo állam) labdarúgó-bajnokság (első osztály)
A Campeonato Paulista de Futebol, azaz a Paulista bajnokság, São Paulo állam professzionális labdarúgó bajnoksága, amit 1902-ben hoztak létre. A bajnokság első körében a 20 csapatot négy csoportra osztják, majd minden csapat egyszer mérkőzik a különböző csoportok együtteseivel. Az utolsó helyezettek kiesnek a Série A2-be, míg a csoportok első két helyezett csapata a rájátszásban, kieséses alapon dönt a bajnoki cím sorsáról. Az állami bajnokság győztese nem kvalifikálja magát az országos bajnokságba, viszont a CBF feljuttathat csapatokat.

## Az eddigi győztesek

### Amatőr időszak
| Év        | Bajnok                              | Második                        |
| --------- | ----------------------------------- | ------------------------------ |
| 1902 LPF  | São Paulo AC (1)                    | Paulistano                     |
| 1903 LPF  | São Paulo AC (2)                    | Paulistano                     |
| 1904 LPF  | São Paulo AC (3)                    | Paulistano                     |
| 1905 LPF  | Paulistano (1)                      | Germânia                       |
| 1906 LPF  | Germânia (1)                        | Internacional (SP)             |
| 1907 LPF  | Internacional (SP) (1)              | Americano és Paulistano        |
| 1908 LPF  | Paulistano (2)                      | Germânia                       |
| 1909 LPF  | AA das Palmeiras (1)                | Paulistano                     |
| 1910 LPF  | AA das Palmeiras (2)                | Americano                      |
| 1911 LPF  | São Paulo AC (4)                    | Americano                      |
| 1912 LPF  | Americano (1)                       | Paulistano                     |
| 1913 APEA | Paulistano (3)                      | Mackenzie                      |
| 1913 LPF  | Americano (2)                       | Ypiranga                       |
| 1914 APEA | São Bento (1)                       | Paulistano                     |
| 1914 LPF  | Corinthians (1)                     | Campos Elíseos                 |
| 1915 APEA | AA das Palmeiras (3)                | Mackenzie                      |
| 1915 LPF  | Corinthians (2)                     | São Paulo AC                   |
| 1916 LPF  | Germânia (2)                        | Campos Elíseos                 |
| 1916 APEA | Paulistano (4)                      | São Bento                      |
| 1917 APEA | Paulistano (5)                      | Palestra Italia                |
| 1918 APEA | Paulistano (6)                      | Corinthians                    |
| 1919 APEA | Paulistano (7)                      | Palestra Italia                |
| 1920 APEA | Palestra Italia (1)                 | Paulistano                     |
| 1921 APEA | Paulistano (8)                      | Corinthians és Palestra Italia |
| 1922 APEA | Corinthians (3)                     | Palestra Italia                |
| 1923 APEA | Corinthians (4)                     | Palestra Italia                |
| 1924 APEA | Corinthians (5)                     | Paulistano                     |
| 1925 APEA | São Bento (2)                       | Corinthians és Paulistano      |
| 1926 LAF  | Paulistano (9)                      | Germânia                       |
| 1926 APEA | Palestra Italia (2) Paulistano (10) | Auto Germânia                  |
| 1927 LAF  | Paulistano (11)                     | Hespanha                       |
| 1927 APEA | Palestra Italia (3)                 | Santos                         |
| 1928 LAF  | Internacional (SP) (2)              | Paulistano                     |
| 1928 APEA | Corinthians (6)                     | Santos                         |
| 1929 LAF  | Paulistano (11)                     | Internacional (SP)             |
| 1929 APEA | Corinthians (7)                     | Santos                         |
| 1930 APEA | Corinthians (8)                     | Floresta                       |

### Professzionális időszak
| Év         | Bajnok                        | Második                   |
| ---------- | ----------------------------- | ------------------------- |
| 1931 APEA  | São Paulo (1)                 | Palestra Italia és Santos |
| 1932 APEA  | Palestra Italia (4)           | Floresta                  |
| 1933 APEA  | Palestra Italia (5)           | Floresta                  |
| 1934 APEA  | Palestra Italia (6)           | Floresta                  |
| 1935 APEA  | Portuguesa (1) Ypiranga       |                           |
| 1935 LPF   | Santos (1)                    | Palestra Italia           |
| 1936 APEA  | Portuguesa (2) Ypiranga       |                           |
| 1936 LPF   | Palestra Italia (7)           | Corinthians               |
| 1937 LPF   | Corinthians (9)               | Palestra Italia           |
| 1938 LFESP | Corinthians (10)              | São Paulo                 |
| 1939 LFESP | Corinthians (11)              | Palestra Italia           |
| 1940 LFESP | Palestra Italia (8)           | Portuguesa                |
| 1941       | Corinthians (12)              | São Paulo                 |
| 1942       | Palmeiras (9)                 | Corinthians               |
| 1943       | São Paulo (2)                 | Corinthians               |
| 1944       | Palmeiras (10)                | São Paulo                 |
| 1945       | São Paulo (3)                 | Corinthians               |
| 1946       | São Paulo (4)                 | Corinthians               |
| 1947       | Palmeiras (11)                | Corinthians               |
| 1948       | São Paulo (5)                 | Santos                    |
| 1949       | São Paulo (6)                 | Palmeiras                 |
| 1950       | Palmeiras (12)                | São Paulo és Santos       |
| 1951       | Corinthians (13)              | Palmeiras                 |
| 1952       | Corinthians (14)              | São Paulo                 |
| 1953       | São Paulo (7)                 | Palmeiras                 |
| 1954       | Corinthians (15)              | Palmeiras                 |
| 1955       | Santos (2)                    | Corinthians               |
| 1956       | Santos (3)                    | São Paulo                 |
| 1957       | São Paulo (8)                 | Santos                    |
| 1958       | Santos (4)                    | São Paulo                 |
| 1959       | Palmeiras (13)                | Santos                    |
| 1960       | Santos (5)                    | Portuguesa                |
| 1961       | Santos (6)                    | Palmeiras                 |
| 1962       | Santos (7)                    | São Paulo és Corinthians  |
| 1963       | Palmeiras (14)                | São Paulo                 |
| 1964       | Santos (8)                    | Palmeiras                 |
| 1965       | Santos (9)                    | Palmeiras                 |
| 1966       | Palmeiras (15)                | Corinthians               |
| 1967       | Santos (10)                   | São Paulo                 |
| 1968       | Santos (11)                   | Corinthians               |
| 1969       | Santos (12)                   | Palmeiras                 |
| 1970       | São Paulo (9)                 | Palmeiras és Ponte Preta  |
| 1971       | São Paulo (10)                | Palmeiras                 |
| 1972       | Palmeiras (16)                | São Paulo                 |
| 1973       | Santos (13) és Portuguesa (3) | Palmeiras                 |
| 1974       | Palmeiras (17)                | Corinthians               |
| 1975       | São Paulo (11)                | Portuguesa                |
| 1976       | Palmeiras (18)                | XV de Piracicaba          |
| 1977       | Corinthians (16)              | Ponte Preta               |
| 1978       | Santos (14)                   | São Paulo                 |
| 1979       | Corinthians (17)              | Ponte Preta               |
| 1980       | São Paulo (12)                | Santos                    |
| 1981       | São Paulo (13)                | Ponte Preta               |
| 1982       | Corinthians (18)              | São Paulo                 |
| 1983       | Corinthians (19)              | São Paulo                 |
| 1984       | Santos (15)                   | Corinthians               |
| 1985       | São Paulo (14)                | Portuguesa                |
| 1986       | Inter de Limeira (1)          | Palmeiras                 |
| 1987       | São Paulo (15)                | Corinthians               |
| 1988       | Corinthians (20)              | Guarani                   |
| 1989       | São Paulo (16)                | São José                  |
| 1990       | Bragantino (1)                | Novorizontino             |
| 1991       | São Paulo (17)                | Corinthians               |
| 1992       | São Paulo (18)                | Palmeiras                 |
| 1993       | Palmeiras (19)                | Corinthians               |
| 1994       | Palmeiras (20)                | São Paulo és Corinthians  |
| 1995       | Corinthians (21)              | Palmeiras                 |
| 1996       | Palmeiras (21)                | São Paulo                 |
| 1997       | Corinthians (22)              | São Paulo                 |
| 1998       | São Paulo (19)                | Corinthians               |
| 1999       | Corinthians (23)              | Palmeiras                 |
| 2000       | São Paulo (20)                | Santos                    |
| 2001       | Corinthians (24)              | Botafogo (SP)             |
| 2002       | Ituano (1)                    | União São João            |
| 2003       | Corinthians (25)              | São Paulo                 |
| 2004       | São Caetano (1)               | Paulista                  |
| 2005       | São Paulo (21)                | Corinthians               |
| 2006       | Santos (16)                   | São Paulo                 |
| 2007       | Santos (17)                   | São Caetano               |
| 2008       | Palmeiras (22)                | Ponte Preta               |
| 2009       | Corinthians (26)              | Santos                    |
| 2010       | Santos (18)                   | Santo André               |
| 2011       | Santos (19)                   | Corinthians               |
| 2012       | Santos (20)                   | Guarani                   |
| 2013       | Corinthians (27)              | Santos                    |
| 2014       | Ituano (2)                    | Santos                    |
| 2015       | Santos (21)                   | Palmeiras                 |
| 2016       | Santos (22)                   | Audax                     |
| 2017       | Corinthians (28)              | Ponte Preta               |
| 2018       | Corinthians (29)              | Palmeiras                 |
| 2019       | Corinthians (30)              | São Paulo                 |
| 2020       | Palmeiras (23)                | Corinthians               |
| 2021       | São Paulo (22)                | Palmeiras                 |
| 2022       | Palmeiras (24)                | São Paulo                 |
| 2023       | Palmeiras (25)                | Água Santa                |
| 2024       | Palmeiras (26)                | Santos                    |
| 2025       | Corinthians (31)              | Palmeiras                 |

- LPF — Liga Paulista de Foot-Ball (Paulista Labdarúgó Liga)
- APEA — Associação Paulista de Esportes Atléticos (Paulista Sport Szövetség)
- LAF — Liga Amadores de Futebol (Amatőr Labdarúgó Liga)
- LFESP — Liga de Futebol do Estado de São Paulo (São Paulo Állami Labdarúgó Liga)
- 1941 óta a bajnokságok küzdelmeit a FPF rendezi meg — Federação Paulista de Futebol (Paulista Labdarúgó-szövetség)

## Legsikeresebb csapatok
| Csapat                      | Város       | Bajnok |
| --------------------------- | ----------- | --- |
| Corinthians                 | São Paulo   | 31 (1914, 1916, 1922, 1923, 1924, 1928, 1929, 1930, 1937, 1938, 1939, 1941, 1951, 1952, 1954, 1977, 1979, 1982, 1983, 1988, 1995, 1997, 1999, 2001, 2003, 2009, 2013, 2017, 2018, 2019, 2025) |
| Palmeiras (Palestra Itália) | São Paulo   | 26 (1920, 1926, 1927, 1932, 1933, 1934, 1936, 1940, 1942, 1944, 1947, 1950, 1959, 1963, 1966, 1972, 1974, 1976, 1993, 1994, 1996, 2008, 2020, 2022, 2023, 2024)                               |
| Santos                      | Santos      | 22 (1935, 1955, 1956, 1958, 1960, 1961, 1962, 1964, 1965, 1967, 1968, 1969, 1973, 1978, 1984, 2006, 2007, 2010, 2011, 2012, 2015, 2016)                                                       |
| São Paulo                   | São Paulo   | 22 (1931, 1943, 1945, 1946, 1948, 1949, 1953, 1957, 1970, 1971, 1975, 1980, 1981, 1985, 1987, 1989, 1991, 1992, 1998, 2000, 2005, 2021)                                                       |
| Paulistano                  | São Paulo   | 11 (1905, 1908, 1913, 1916, 1917, 1918, 1919, 1921, 1926, 1927, 1929) |
| São Paulo AC                | São Paulo   | 4 (1902, 1903, 1904, 1911) |
| Portuguesa                  | São Paulo   | 3 (1935, 1936, 1973) |
| AA das Palmeiras            | São Paulo   | 3 (1909, 1910, 1915) |
| Germânia                    | São Paulo   | 2 (1906, 1916) |
| Americano                   | São Paulo   | 2 (1912, 1913) |
| Internacional (SP)          | São Paulo   | 2 (1907, 1928) |
| São Bento                   | São Paulo   | 2 (1914, 1925) |
| Ituano                      | São Paulo   | 2 (2002, 2014) |
| São Caetano                 | São Caetano | 1 (2004) |
| Bragantino                  | Bragantino  | 1 (1990) |
| Inter de Limeira            | Limeira     | 1 (1986) |